# Tagajõgi
Der Tagajõgi ist ein Fluss im Nordosten Estlands.

## Beschreibung
Der Tagajõgi ist 40 Kilometer lang. Sein Einzugsgebiet umfasst 262 km². Andere Namen des Flusses sind Liivoja (am Oberlauf), Mustasoo jõgi und Tudulinna jõgi.
Der Fluss entspringt im Tudu-See im Osten des Kreises Lääne-Viru. Er fließt dann unweit des Städtchens Mõisaküla in den Kreis Ida-Viru und durchquert dort die Gemeinde Tudulinna, wo er an den Dörfern Oonurme, Tagajõe und Tudulinna vorbeifließt.
Am Ober- und Mittellauf durchfließt er bewaldetes Gebiet, während sich am Unterlauf Agrarlandschaften befinden. In trockenem Sommern führt der Fluss am Ober- und Mittellauf inzwischen wenig Wasser, was den Fischbestand stark dezimiert hat.
Der Tagajõgi mündet in den Fluss Rannapungerja (Rannapungerja jõgi), dessen größter Nebenfluss er ist.
Früher wurde der Fluss mit Flößen befahren. Es gab zahlreiche Wassermühlen, von denen keine mehr erhalten sind.